# Hahn (Wiehl)
 Hahn (hommersch Haan) ist eine Ortschaft der Stadt Wiehl im Oberbergischen Kreis im Regierungsbezirk Köln in Nordrhein-Westfalen.

## Lage und Beschreibung
Der Ort bei Drabenderhöhe liegt in Luftlinie rund 6 Kilometer westlich vom Stadtzentrum von Wiehl entfernt zwischen Brächen, Immen und Niederhof. Hahn liegt südlich der Bundesautobahn 4.

## Geschichte
1555 wird der Ort In den Hagenn in der Bergischen Landessteuerliste genannt. In der A. Mercator-Karte von 1575 ist die Ansiedlung In den hain verzeichnet. Im Futterhaferzettel der Herrschaft Homburg von 1580 werden für den Ort In dem Haen als Abgabepflichtige vier Bergische Untertanen benannt.  Der Name lässt auf Lage im Hain, Hag oder Wald schließen.